# Menemerus brevibulbis
Menemerus brevibulbis är en spindelart som först beskrevs av Tord Tamerlan Teodor Thorell 1887.  Menemerus brevibulbis ingår i släktet Menemerus och familjen hoppspindlar. Inga underarter finns listade i Catalogue of Life.